# ブレア派
ブレア派（Blairite、ブレアリット）とは、イギリスの政党、労働党の派閥。

## 概説
政策的、あるいは個人的な人間関係からトニー・ブレア元首相（労働党党首）を支持する人々を指す。また、議員以外でも、財界、メディア界などでブレアを支持する人々を指すこともある。当時、財務大臣だったゴードン・ブラウンを支持するブラウン派の対義語として使われることが多い。両者の間には、政策的な対立として目立ったものはあまり存在せず、両者の争いは、政策というよりも人間関係やポスト争いから発生した争いという性格が強い。2007年6月、ゴードン・ブラウン内閣が発足すると、ブレア派議員からも多数の入閣者が出た。
政策的には、ブラウン派と共に"ニューレイバー（新しい労働党）"を標榜する集団であり、その意味ではブレア派・ブラウン派は "オールドレイバー"ともいえる労働党左派と対立する。
尚、日本の自由民主党の派閥の様に、党内に「○○会」といったような正式な集団が存在するわけではなく、あくまでブレアに近いと見なされている議員を指す。

## ブラウンのためのブレア派
2007年の労働党党首選挙を控えた2006年秋、チャールズ・クラークやアラン・ミルバーンからブラウンの党首就任に反対する声があがった。これに対し、党の分裂を避けるために、ブラウンの党首継承で合意し、結束を呼びかけたブレア派議員達のことをブラウンのためのブレア派（Blairites for Brown）と呼ぶ。妥協的なブラウン支持であり、積極的なブラウン派とは一線を画す。この中にはブレア派の中でも若い議員が多く、主な議員に、デイヴィッド・ミリバンド、アンディ・バーナム、ジェームズ・パーネル、リーアム・バーンがあげられる。このうち、ミリバンド、バーナム、パーネルの3名はブラウン内閣で入閣を果たした。
その中でもデイヴィッド・ミリバンドは若手のホープでもあり、ブラウンはミリバンドの立候補を恐れていたといわれる。ミリバンドは党首選の際、立候補を控え、ブラウンへの支持を打ち出すことによって同世代の議員の中でブレア派とブラウン派の対立が激化しないように努めた。

## 主なブレア派の人々

### 議員
*はブラウン内閣で入閣を果たした議員。
- リズ・ブラックマン（w:Liz Blackman）
- デイヴィッド・ブランケット（w:David Blunkett）
- ステファン・バイヤーズ（w:Stephen Byers）
- チャールズ・クラーク（w:Charles Clarke）
- マーガレット・ベケット
- フランク・フィールド（w:Frank Field）
- ルース・ケリー* （w:Ruth Kelly）
- パトリシア・ヒューイット（w:Patricia Hewitt）
- ジョン・ハットン*
- アラン・ジョンソン*
- テッサ・ジョエル*（w:Tessa Jowell）
- ヘーゼル・ブリアーズ*
- ジャッキー・スミス
- ピーター・マンデルソン
- アラン・ミルバーン（w:Alan Milburn）
- ステファン・ポンド（w:Stephen Pound）
- ジョン・リード

ブラウンのためのブレア派
- デイヴィッド・ミリバンド*
- ジェームズ・パーネル*（w:James Purnell）
- アンディ・バーナム*（ w:Andy Burnham）
- リーアム・バーン （w:Liam Byrne）

### 議員以外
- ルパート・マードック

ニューズ・コープ会長・CEO。1997年以来、総選挙でブレア労働党を支援した。

## 参照
1. ↑  How to bear Blair: become a Blairite Will Hutton, Guardian Unlimited - Comment is free, 21 June 2006
2. ↑  Jack the Knife goes for the clearout kill Kirsty Milne, The Scotsman, 28 November 2001
3. ↑  ロンドン事務所 ブラウン政権誕生と新内閣発足など PDF